# Barra do Rio Azul
Barra do Rio Azul est une ville brésilienne du nord-ouest de l'État du Rio Grande do Sul. Elle est séparée de l'État de Santa Catarina par le rio Uruguai.